# Acanthoderes satanas
Acanthoderes satanas es una especie de escarabajo del género Acanthoderes, familia Cerambycidae. Fue descrita científicamente por Bates en 1880.
Se distribuye por Perú. Posee una longitud corporal de 17 milímetros.